# Robert Henri
Robert Henri (ur. 25 czerwca 1865 w Cincinnati, Ohio, Stany Zjednoczone, zm. 12 lipca 1929 w Nowym Jorku) – amerykański malarz realista.

## Życiorys
W 1886 r. podjął studia w Pennsylvania Academy of the Fine Arts w Filadelfii u Thomasa Pollocka Anshutza. W 1888 r. wyjechał do Paryża, by podjąć studia w Académie Julian, do Stanów Zjednoczonych powrócił w 1891 r. Był popularnym i wpływowym nauczycielem New York School of Art. Jego uczniami byli m.in. George Wesley Bellows (1882-1925), Edward Hopper (1882-1967) i Rockwell Kent (1882-1971) czy Stuart Davis (1892-1964).
Henri przeciwstawiał się akademizmowi, był zwolennikiem naturalistycznego przedstawiania życia codziennego. Jest uważany za założyciela Ashcan School, artystycznego ruchu w realistycznym malarstwie amerykańskim. W 1923 wydał książkę The Art Spirit, która zdobyła uznanie w środowiskach artystycznych.

## Galeria

Śnieg w Nowym Jorku 1902, National Gallery of Art
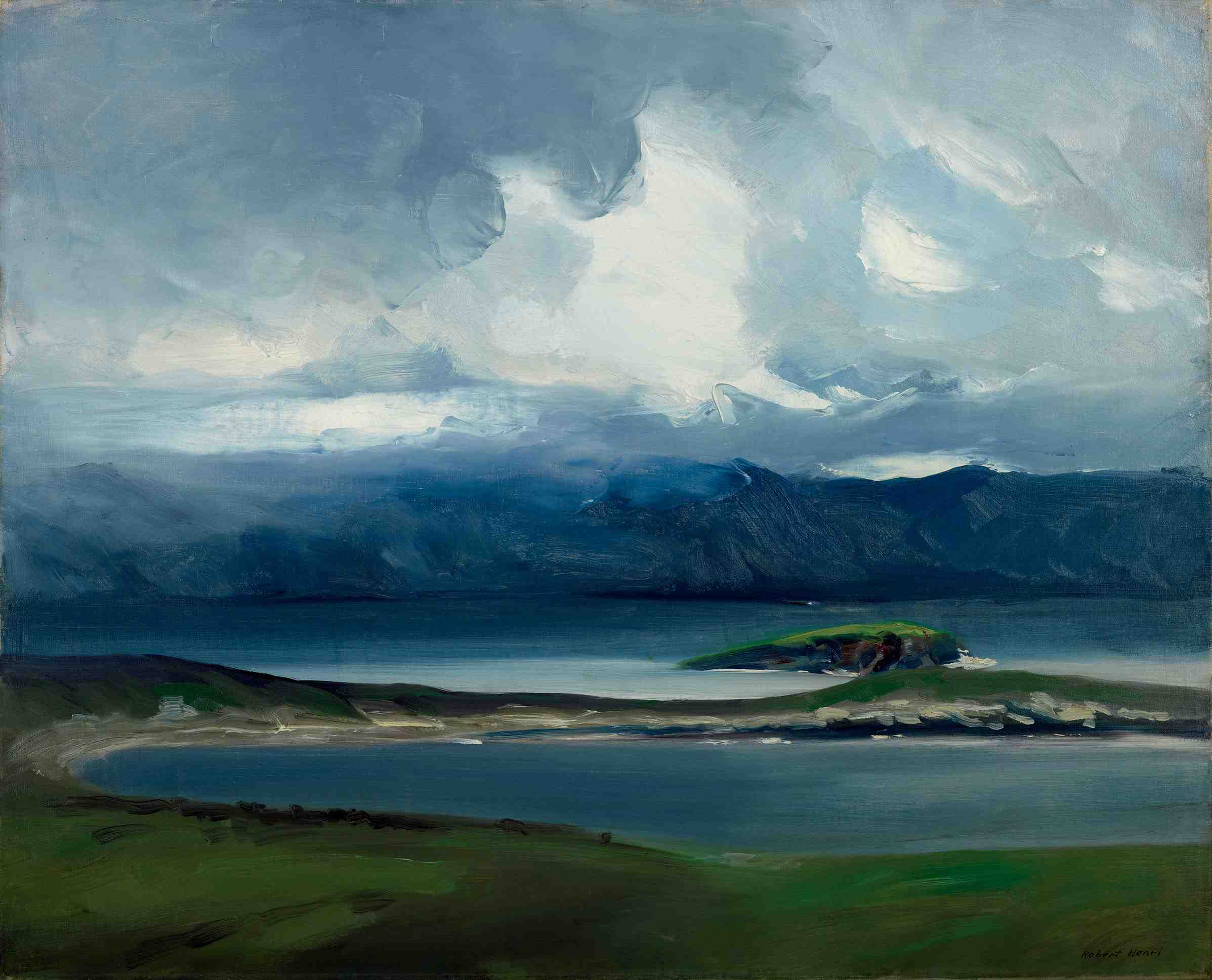
Zachodni brzeg Irlandii, 1913
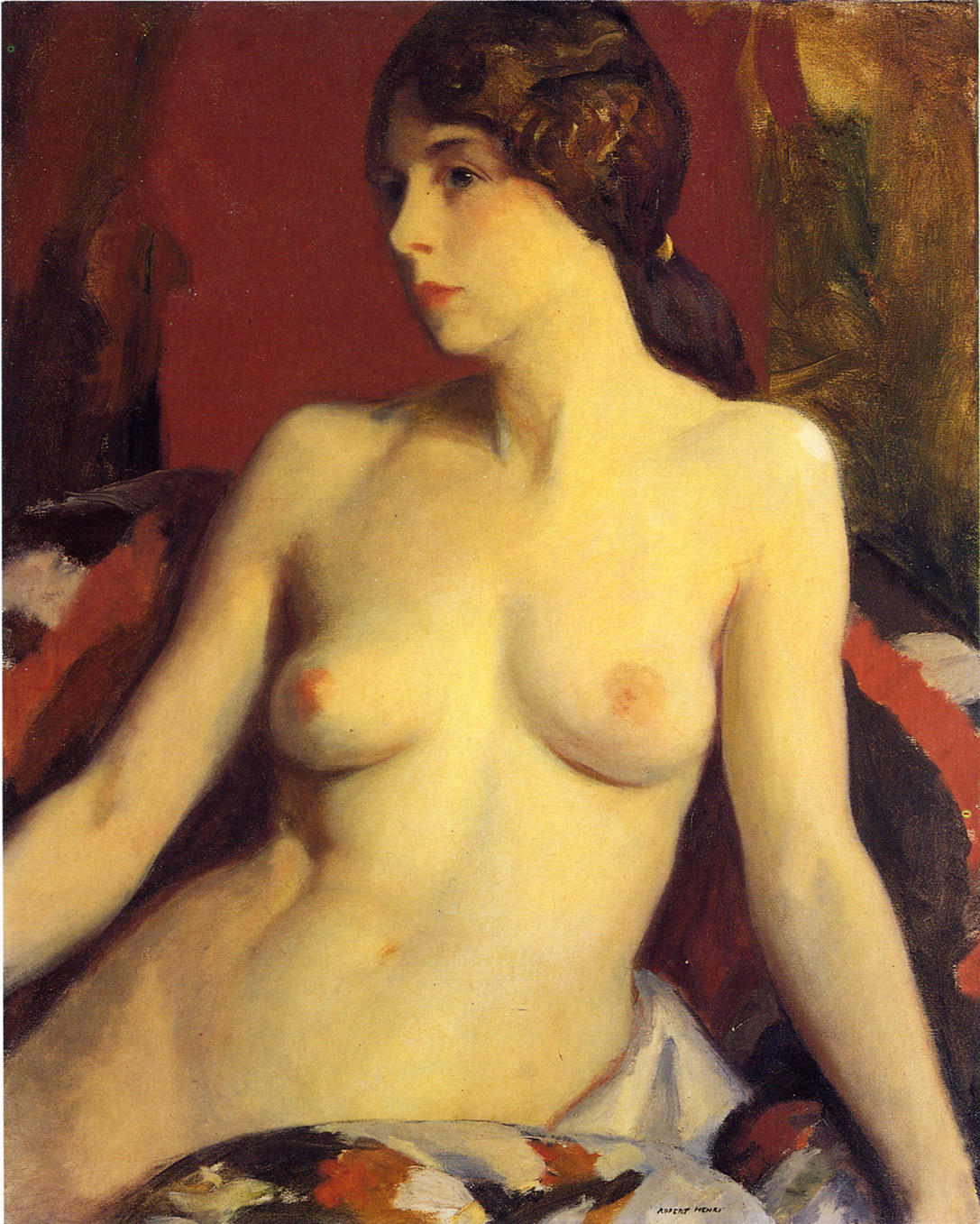
Mata Moana, 1920, kolekcja prywatna